# Beauregard-l'Évêque
 Beauregard-l'Évêque  es una población y comuna francesa, situada en la región de Auvernia, departamento de Puy-de-Dôme, en el distrito de Clermont-Ferrand y cantón de Vertaizon.

## Demografía
| 648 | 654 | 634 | 773 | 894 | 1158 |
| Para los censos de 1962 a 1999 la población legal corresponde a la población sin duplicidades (Fuente: INSEE [Consultar]) |     |     |     |     |      |